# Sarcophaga silvai
Sarcophaga silvai är en tvåvingeart som beskrevs av Zumpt 1952. Sarcophaga silvai ingår i släktet Sarcophaga och familjen köttflugor. Inga underarter finns listade i Catalogue of Life.